# Tandzaad-klasse
De tandzaad-klasse (Bidentetea) is een klasse van syntaxa die pioniervegetatie omvat van natuurlijke of antropogene, eutrofe standplaatsen die ten minste een deel van het jaar onder water staan, overwegend bestaande uit eenjarige kruiden.

## Naamgeving en codering
| Bidentetea tripartitae Tx. et al. in Tx. 1950                    |
| Rudereto-Manihotetea utilissimae sensu De Bolòs 1988 (orig.form) |

- Frans: Végétation pionnière annuelle et hygrophile des sols enrichis en azote
- Natura2000-habitattypecode: (EU-code): H3270
- Syntaxoncode voor Nederland (rVvN): r30

De wetenschappelijke naam Bidentetea is afgeleid van de botanische naam van veerdelig tandzaad (Bidens tripartita), die als kensoort van de klasse geldt.

## Fysiognomie
Deze klasse wordt in de Lage Landen gekenmerkt door een zeer open en laagblijvende vegetatie met volledige afwezigheid van de boom- en de struiklaag.
In de kruidlaag zijn eenjarige planten dominant, zij overleven de winter als zaad en komen uit als de omstandigheden gunstig zijn. De hoofdbloei vindt plaats op het einde van de zomer. Leden van de duizendknoopfamilie, zoals de waterpeper en de beklierde duizendknoop zijn meestal goed vertegenwoordigd, naast verschillende soorten van het geslacht tandzaad.
De moslaag is weinig ontwikkeld en omvat geen kenmerkende soorten.

## Ecologie
De tandzaad-klasse omvat plantengemeenschappen van natuurlijke of kunstmatige kale, vochtige standplaatsen met een zekere dynamiek, zoals oevers van beekjes, rivieren en kreken, of van klei- en veenputten, stuwmeren, retentiebekkens, sloten en greppels. Vooral plaatsen waar regelmatig gegraven wordt komen in aanmerking.
De standplaatsen staan in de winter vaak langdurig onder water, en drogen in de zomer niet uit. De bodem is eutroof tot soms zelfs hypertroof en zeer zuurstofarm tot anaeroob. Ook in van oorsprong oligotrofe milieus, zoals langs vennen en hoogveenputten, kunnen door plaatselijke eutrofiëring gemeenschappen uit deze klasse ontstaan.

## Onderliggende syntaxa in Nederland en Vlaanderen
De tandzaad-klasse wordt in in Nederland en Vlaanderen vertegenwoordigd door slechts één orde met maar één onderliggend verbond. In totaal omvat deze klasse in Nederland en Vlaanderen vier associaties en zeven rompgemeenschappen.
- - tandzaad-orde (Bidentetalia)
    - tandzaad-verbond (Bidention)
      - associatie van waterpeper en tandzaad (Polygono-Bidentetum)
      - associatie van goudzuring en moerasandijvie (Rumicetum maritimi)
      - associatie van ganzenvoeten en beklierde duizendknoop (Chenopodietum rubri)
      - slijkgroen-associatie (Eleocharito acicularis-Limoselletum)

- derivaatgemeenschap met goudknopje (DG Cotula coronopifolia-[Bidentetea/Asteretea tripolii])
- rompgemeenschap met klein vlooienkruid (RG Pulicularia vulgaris-[Bidentetea])
- rompgemeenschap met bruin cypergras (RG Cyperus fuscus-[Bidentetea])
- rompgemeenschap met waterpostelein (RG Lythrum portula-[Bidentetea/Littorelletea])
- rompgemeenschap met blaartrekkende boterbloem (RG Ranunculus sceleratus-[Bidentetea/Phragmitetea])
- rompgemeenschap met watergras (RG Catabrosa aquatica-[Bidentetea/Phragmitetea])
- rompgemeenschap met zomprus (RG Juncus articulatus-[Bidentetea/Isoeto-Nanojuncetea])

- rompgemeenschap met moerasdroogbloem (RG Gnaphalium uliginosum-[Nanocyperion/Bidentetea])

## Diagnostische taxa voor Nederland en Vlaanderen
De tandzaad-klasse omvat vooral algemene tot vrij algemene soorten, voornamelijk leden van de duizendknoopfamilie en tandzaden, maar ook zeldzaamheden zoals het klein vlooienkruid en bruin cypergras.
In de onderstaande synoptische tabel staan de belangrijkste diagnostische taxa en begeleidende soorten voor de tandzaad-klasse in Nederland en Vlaanderen.
Kruidlaag
| Kentaxon | Diff. soort | Presentie | Triviale naam             | Botanische naam                             | Opmerking | Afbeelding |
| -------- | ----------- | --------- | ------------------------- | ------------------------------------------- | --------- | ---------- |
| kK       | -           |           | blaartrekkende boterbloem | Ranunculus sceleratus                       |           |            |
| kK       | -           |           | waterpeper                | Persicaria hydropiper                       |           |            |
| kK       | -           |           | moeraskers                | Rorippa palustris                           |           |            |
| kK       | -           |           | zwart tandzaad            | Bidens frondosa                             |           |            |
| kK       | -           |           | beklierde duizendknoop    | Persicaria lapathifolia subsp. lapathifolia |           |            |
| kK       | -           |           | veerdelig tandzaad        | Bidens tripartita                           |           |            |
| kK       | -           |           | rode ganzevoet            | Oxybasis rubra                              |           |            |
| kK       | -           |           | goudzuring                | Rumex maritimus                             |           |            |
| kK       | -           |           | moeraszuring              | Rumex palustris                             |           |            |
| kK       | -           |           | rosse vossenstaart        | Alopecurus aequalis                         |           |            |
| kK       | -           |           | liggende ganzerik         | Potentilla supina                           |           |            |

Moslaag
| Kentaxon     | Diff. soort | Presentie | Triviale naam | Botanische naam | Opmerking | Afbeelding |
| ------------ | ----------- | --------- | ------------- | --------------- | --------- | ---------- |
| Geen soorten |             |           |               |                 |           |            |

## Fotogalerij

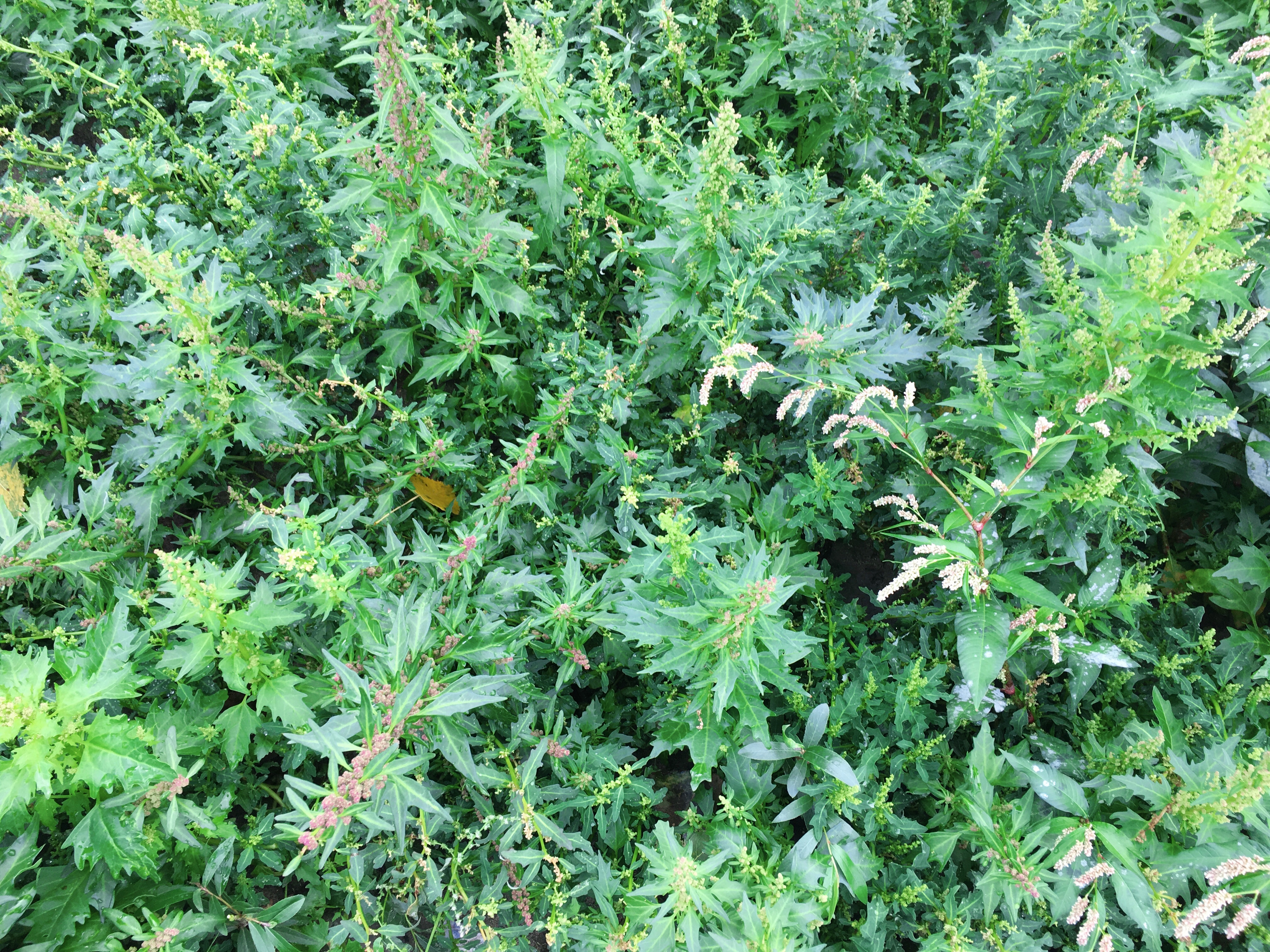
Close-up van de associatie van ganzenvoeten en beklierde duizendknoop.
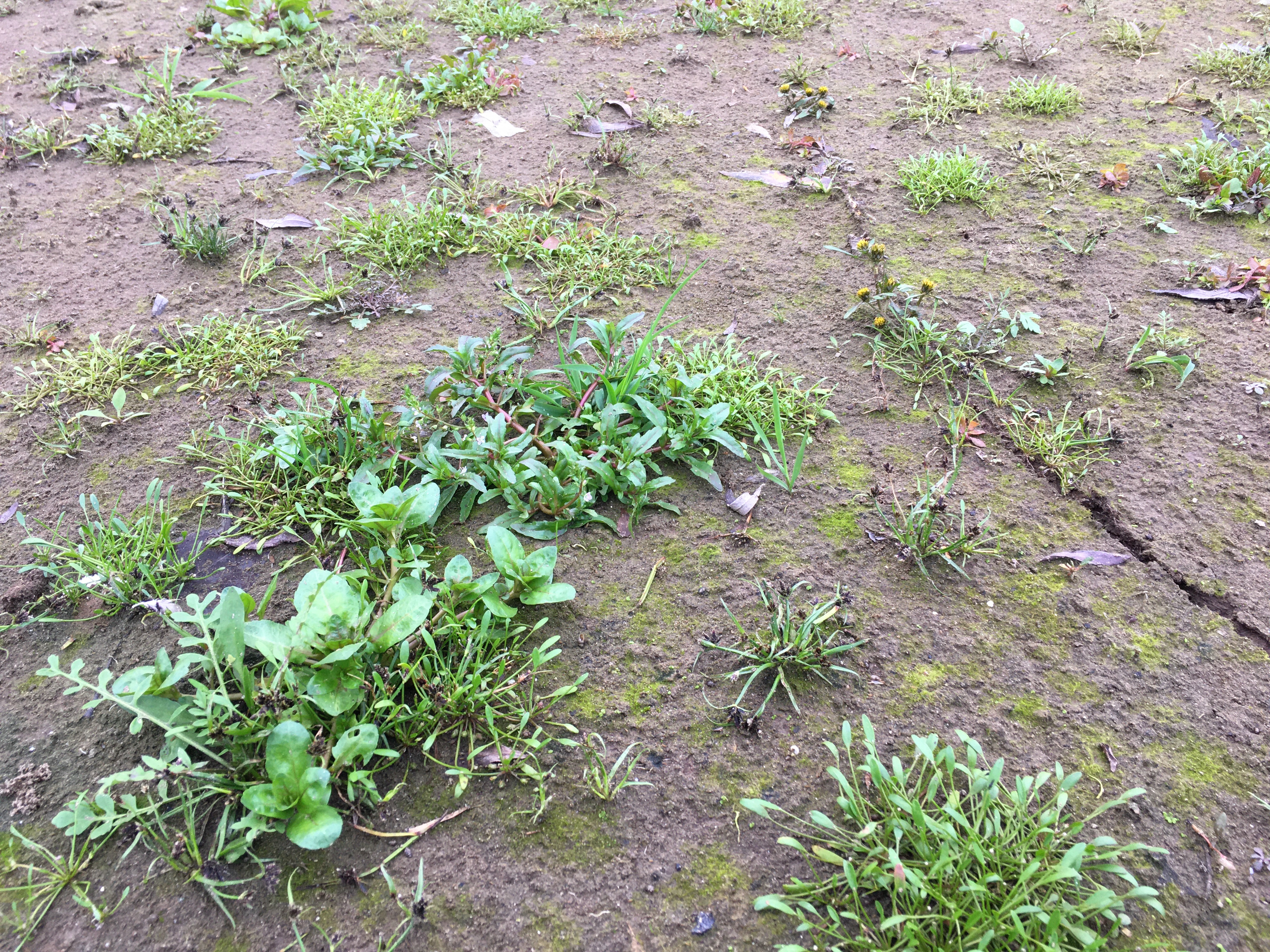
Slijkgroen-associatie
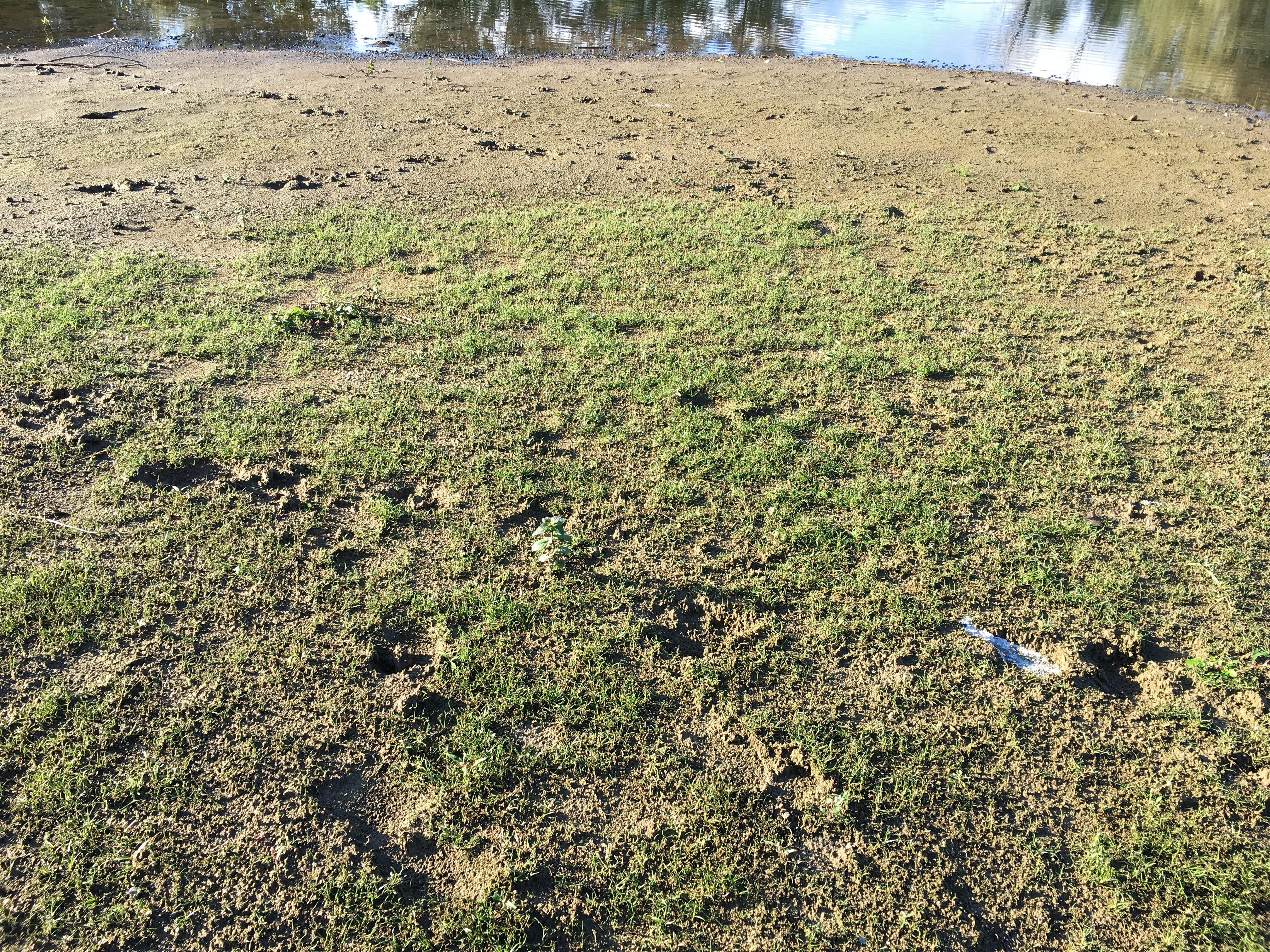
Een vegetatieaspect van een rompgemeenschap met bruin cypergras.